# Голоцуцков, Антон Сергеевич
Анто́н Серге́евич Голоцу́цков (28 июля 1985 Северск, Томская область, СССР) — российский гимнаст, двукратный бронзовый призёр летних Олимпийских игр 2008 года в Пекине,  двукратный вице-чемпион Мира, 5-кратный чемпион Европы, многократный чемпион России, многократный обладатель Кубка России в вольных упражнениях и опорном прыжке.

## Образование
Окончил два высших учебных заведения — Томский государственный университет по направлению «специалист физической культуры и спорта» и Российский международный олимпийский университет (РМОУ) по специальности «Спортивный менеджмент».

## Тренер и функционер
Является основателем Академии спортивной гимнастики в г. Москве (AGGA). Президент благотворительного фонда «Здоровье детям через спорт», который занимается укреплением здоровья детей от 1,5 лет и старше с помощью специальной гимнастики. Собранные фондом средства идут на установку оборудования в домах малютки. Также фондом организуются поездки тренеров в детские дома, где тренеры проводят бесплатные занятия для детей в группах и индивидуально.

## Спортивные достижения
| Год  | Турнир                                         | Вид программы        | Место | Очки    | Место (квалиф.) | Очки (квалиф.) |
| ---- | ---------------------------------------------- | -------------------- | ----- | ------- | --------------- | -------------- |
| 2006 | Кубок мира. Финал. Сан-Паоло.                  | Опорный прыжок       | 2     | 16.362  |                 |                |
| 2006 | Гран-при. Глазго.                              | Опорный прыжок       | 3     | 15.112  |                 |                |
| 2007 | Личный Чемпионат Европы. Амстердам.            | Опорный прыжок       | 1     | 16.537  | 4               | 16.300         |
| 2007 | Кубок Мира «Звёзды Мира». Москва.              | Опорный прыжок       | 3     | 16.100  |                 |                |
| 2007 | Кубок Мира «Звёзды Мира». Москва               | Вольные упражнения   | 1     | 15.650  |                 |                |
| 2008 | Чемпионат Европы. Лозанна.                     | Вольные упражнения   | 1     | 15.700  | 1               | 15.550         |
| 2008 | Кубок Мира «Звёзды Мира». Москва               | Опорный прыжок       | 1     | 16.362  |                 |                |
| 2008 | Кубок Мира «Звёзды Мира». Москва               | Вольные упражнения   | 1     | 15.650  |                 |                |
| 2008 | Кубок мира. Финал. Мадрид                      | Опорный прыжок       | 3     | 16.075  |                 |                |
| 2008 | Олимпийские игры                               | Опорный прыжок       | 3     | 16.475  |                 |                |
| 2008 | Олимпийские игры                               | Вольные упражнения   | 3     | 15.725  |                 |                |
| 2009 | Кубок Мира «Звёзды Мира». Москва               | Опорный прыжок       | 1     | 15.887  |                 |                |
| 2009 | Кубок Мира «Звёзды Мира». Москва               | Вольные упражнения   | 2     | 15.550  |                 |                |
| 2009 | Чемпионат мира. Лондон                         | Опорный прыжок       | 3     | 16.287  | 1               | 16.412         |
| 2010 | Кубок Мира «Звёзды Мира». Москва               | Опорный прыжок       | 1     | 16.337  |                 |                |
| 2010 | Кубок Мира «Звёзды Мира». Москва               | Вольные упражнения   | 2     | 15.475  |                 |                |
| 2010 | XLII чемпионат мира по спортивной гимнастике   | Командное первенство | 6     | 263,170 | 6               | 355,076        |
| 2010 | XLII чемпионат мира по спортивной гимнастике   | Опорный прыжок       | 2     | 16,366  | 1               | 16,475         |
| 2011 | Чемпионат Европы по спортивной гимнастике 2011 | Вольные упражнения   | 3     | 15.325  | 2               | 15.325         |
| 2011 | Чемпионат Европы по спортивной гимнастике 2011 | Опорный прыжок       | 3     | 16.125  | 4               | 16.225         |

## Личная жизнь
Дочь от первого брака - Анастасия, сын от второго - Лев (род. 2016).
Антон был назначен комментатором соревнований по спортивной гимнастике и прыжках на батуте Олимпийских игр-2016 на телеканалах холдинга Матч ТВ.

## Награды и звания
- Заслуженный мастер спорта России
- медаль ордена «За заслуги перед Отечеством» II степени — За большой вклад в развитие физической культуры и спорта, высокие спортивные достижения на Играх XXIX Олимпиады 2008 года в Пекине (2009)[2][3]